# Alžběta z Valois
Alžběta z Valois (2. dubna 1545 Fontainebleau – 3. října 1568 Madrid) byla rodem francouzská princezna a sňatkem královna španělská, neapolská, sicilská, vévodkyně burgundská, lucemburská, brabantská a milánská.

## Biografie

### Původ, mládí
Alžběta se narodila jako druhé dítě (první dcera) francouzského krále Jindřicha II. a jeho manželky Kateřiny Medicejské. O jejím dětství není mnoho informací; má se za to, že byla poznamenána mimomanželskými zálety a dobrodružstvími svého otce, zvláště jeho milostným poměrem s Dianou z Poitiers, který otec nikdy neskrýval.
Alžběta vévodila dvoru „dětí Francie“ (králových potomků) po boku mladé Marie Stuartovny, pozdější skotské královny. Marie byla snoubenkou jejího bratra, dauphina Františka, a  sdílela s Alžbětou komnatu do své svatby v roce 1558.

### Manželství

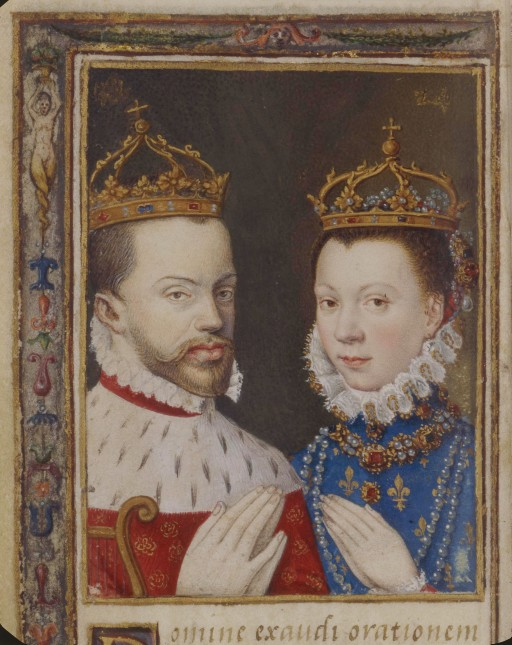
Alžběta s Filipem II.

Prvním uchazečem o Alžbětinu ruku byl anglický král Eduard VI., zemřel však jako velmi mladý roku 1553. Alžběta byla zasnoubena se španělským infantem Donem Carlosem, ale politické turbulence v důsledku smlouvy z Cateau-Cambrésis (sňatek byl potvrzením této mírové smlouvy mezi Francií a Španělskem) nenadále vyžadovaly její sňatek s jeho otcem, španělského krále Filipem II., čerstvým vdovcem (jeho předchozí manželka, anglická královna Marie Tudorovna, zemřela 17. listopadu 1558). Svatba v zastoupení se uskutečnila 22. června roku 1559 v Notre Dame v Paříži; v průběhu svatebních oslav zemřel tragicky její otec, král Jindřich II. (byl smrtelně zraněn při turnaji konaném na oslavu sňatku). 
Alžběta opustila Francii oblečená jako „dcera Francie“ a dorazila do Španělska se svými 16 francouzskými dámami „přeměněnými“ ve španělském stylu. Na španělské území vkročila ani ne patnáctiletá Alžběta poprvé 6. ledna následujícího roku 1560 a o měsíc později, 2. února se v Guadalajaře konaly svatební obřady, při nichž se snoubenci poprvé setkali tváří v tvář; Alžběta si dlouho měřila svého manžela, až se jí se smíchem zeptal: „Díváte se, zda nemám bílé vlasy?“ Pro nízký věk nevěsty a její nedospělost bylo manželství konzumováno až v květnu roku 1561. Přes velký věkový rozdíl (18 let) byl Filip Alžbětě velmi oddán a byl jí oporou, i když onemocněla pravými neštovicemi.
Na své svatbě se setkala s malířkou Sofonisbou Anguissolou a Anou de Mendozou, které s ní prožily zbytek jejího života. Filip II. jmenoval Anguissolu dvorní dámou a dvorní malířkou své královny. Pod vedením Anguissoly se Alžběta zdokonalila ve svých amatérských malířských dovednostech. Anguissola během svého působení u dvora ovlivnila i umělecká díla svých dětí, Isabely Kláry Evženie a Kateřiny Michaely.

### Potomci
Ze šťastného a spokojeného manželství vzešly dvě dcery, třebaže Alžběta byla čtyřikrát těhotná. Její první těhotenství, jež přišlo až čtyři roky po svatbě v roce 1564, skončilo potratem dvojčat, a protože další těhotenství nepřicházelo, nechala královna přivézt do Madridu ostatky sv. Eugenia, prvního pařížského biskupa a mučedníka. Ať již s boží pomocí či bez ní přirozenou cestou porodila Alžběta 12. srpna 1566 dceru, jež dostala jméno Isabela Klára Evženie – Isabela (tj. Alžběta) po své matce, Klára podle jména světice dne narození a Evženie podle světce, jehož Alžběta prosila o pomoc. Po roce porodila další dceru Kateřinu Michaelu (10. října 1567); po tomto porodu onemocněla horečkou. Zotavila se však a v příštím roce otěhotněla znovu; toto těhotenství ji však stálo život.
- Isabela Klára Evženie (12. srpna 1566 – 1. prosince 1633), ⚭ 1599 Albrecht VII. Habsburský (13. listopadu 1559 – 13. července 1621), rakouský arcivévoda, kardinál, toledský arcibiskup, nizozemský guvernér a portugalský místokrál
- Kateřina Michaela Španělská (10. října 1567 – 6. listopadu 1597), ⚭ 1585 Karel Emanuel I. Savojský (12. ledna 1562 – 26. července 1630), vévoda savojský

### Smrt
V květnu roku 1568 se královnino zdraví opět zhoršilo. Nové těhotenství bylo doprovázeno silnými nevolnostmi s úporným zvracením, jež se pokoušeli zmírnit dvorní lékaři. 3. října 1568 však Alžběta předčasně porodila dceru, jež žila pouze hodinu a půl. Téhož dne, ve věku 23 let zemřela i Alžběta.
Byla pohřbena v Královské hrobce kláštera El Escorial, nikoli však po boku svého manžela a ostatních královen, neboť se nestala matkou krále Španělska.

## Odraz v kultuře
Alžběta se objevuje jako jedna z hlavních postav v opeře Don Carlos Giuseppe Verdiho.

## Vývod z předků
|                  |                                 |  |                   |                         |  |  |  |  |  |  |  | Jan Orleánský |
|                  |                                 |  |                   |                         |  |  |  |  |  |  |  |               |
|                  | Karel z Angoulême               |  |                   |                         |  |  |  |  |  |  |  |               |
|                  |                                 |  |                   |                         |  |  |  |  |  |  |  |               |
|                  |                                 |  |                   | Markéta de Rohan        |  |  |  |  |  |  |  |               |
|                  |                                 |  |                   |                         |  |  |  |  |  |  |  |               |
|                  | František I. Francouzský        |  |                   |                         |  |  |  |  |  |  |  |               |
|                  |                                 |  |                   |                         |  |  |  |  |  |  |  |               |
|                  |                                 |  |                   | Filip II. Savojský      |  |  |  |  |  |  |  |               |
|                  |                                 |  |                   |                         |  |  |  |  |  |  |  |               |
|                  | Luisa Savojská                  |  |                   |                         |  |  |  |  |  |  |  |               |
|                  |                                 |  |                   |                         |  |  |  |  |  |  |  |               |
|                  |                                 |  |                   | Markéta Bourbonská      |  |  |  |  |  |  |  |               |
|                  |                                 |  |                   |                         |  |  |  |  |  |  |  |               |
|                  | Jindřich II. Francouzský        |  |                   |                         |  |  |  |  |  |  |  |               |
|                  |                                 |  |                   |                         |  |  |  |  |  |  |  |               |
|                  |                                 |  |                   | Karel Orléanský         |  |  |  |  |  |  |  |               |
|                  |                                 |  |                   |                         |  |  |  |  |  |  |  |               |
|                  | Ludvík XII. Francouzský         |  |                   |                         |  |  |  |  |  |  |  |               |
|                  |                                 |  |                   |                         |  |  |  |  |  |  |  |               |
|                  |                                 |  |                   | Marie Klevská           |  |  |  |  |  |  |  |               |
|                  |                                 |  |                   |                         |  |  |  |  |  |  |  |               |
|                  | Klaudie Francouzská             |  |                   |                         |  |  |  |  |  |  |  |               |
|                  |                                 |  |                   |                         |  |  |  |  |  |  |  |               |
|                  |                                 |  |                   | František II. Bretaňský |  |  |  |  |  |  |  |               |
|                  |                                 |  |                   |                         |  |  |  |  |  |  |  |               |
|                  | Anna Bretaňská                  |  |                   |                         |  |  |  |  |  |  |  |               |
|                  |                                 |  |                   |                         |  |  |  |  |  |  |  |               |
|                  |                                 |  |                   | Markéta z Foix          |  |  |  |  |  |  |  |               |
|                  |                                 |  |                   |                         |  |  |  |  |  |  |  |               |
| Alžběta z Valois |                                 |  |                   |                         |  |  |  |  |  |  |  |               |
|                  |                                 |  |                   |                         |  |  |  |  |  |  |  |               |
|                  |                                 |  | Lorenzo de Medici |                         |  |  |  |  |  |  |  |               |
|                  |                                 |  |                   |                         |  |  |  |  |  |  |  |               |
|                  | Petr Medicejský                 |  |                   |                         |  |  |  |  |  |  |  |               |
|                  |                                 |  |                   |                         |  |  |  |  |  |  |  |               |
|                  |                                 |  |                   | Clarisse Orsini         |  |  |  |  |  |  |  |               |
|                  |                                 |  |                   |                         |  |  |  |  |  |  |  |               |
|                  | Lorenzo II. Medicejský          |  |                   |                         |  |  |  |  |  |  |  |               |
|                  |                                 |  |                   |                         |  |  |  |  |  |  |  |               |
|                  |                                 |  |                   | Roberto Orsini          |  |  |  |  |  |  |  |               |
|                  |                                 |  |                   |                         |  |  |  |  |  |  |  |               |
|                  | Alfonsina Orsini                |  |                   |                         |  |  |  |  |  |  |  |               |
|                  |                                 |  |                   |                         |  |  |  |  |  |  |  |               |
|                  |                                 |  |                   | Catherine San Severino  |  |  |  |  |  |  |  |               |
|                  |                                 |  |                   |                         |  |  |  |  |  |  |  |               |
|                  | Kateřina Medicejská             |  |                   |                         |  |  |  |  |  |  |  |               |
|                  |                                 |  |                   |                         |  |  |  |  |  |  |  |               |
|                  |                                 |  |                   | Bertrand VI. z Auvergne |  |  |  |  |  |  |  |               |
|                  |                                 |  |                   |                         |  |  |  |  |  |  |  |               |
|                  | Jan III. z Auvergne             |  |                   |                         |  |  |  |  |  |  |  |               |
|                  |                                 |  |                   |                         |  |  |  |  |  |  |  |               |
|                  |                                 |  |                   | Louise de la Trémoille  |  |  |  |  |  |  |  |               |
|                  |                                 |  |                   |                         |  |  |  |  |  |  |  |               |
|                  | Madeleine de la Tour d'Auvergne |  |                   |                         |  |  |  |  |  |  |  |               |
|                  |                                 |  |                   |                         |  |  |  |  |  |  |  |               |
|                  |                                 |  |                   | Jan VIII. z Vendôme     |  |  |  |  |  |  |  |               |
|                  |                                 |  |                   |                         |  |  |  |  |  |  |  |               |
|                  | Jana Bourbonská-Vendôme         |  |                   |                         |  |  |  |  |  |  |  |               |
|                  |                                 |  |                   |                         |  |  |  |  |  |  |  |               |
|                  |                                 |  |                   | Isabela de Beauvau      |  |  |  |  |  |  |  |               |
|                  |                                 |  |                   |                         |  |  |  |  |  |  |  |               |